# Billy Sherwood
Billy Sherwood, właśc. William Wyman Sherwood (ur. 14 marca 1965 w Las Vegas) – amerykański muzyk, multiinstrumentalista, kompozytor, producent muzyczny oraz inżynier dźwięku. W latach 90 XX wieku występował w brytyjskiej grupie Yes jako gitarzysta, okazjonalnie grał na instrumentach klawiszowych. Początkowo miał być wokalistą, jednakże Jon Anderson powrócił do zespołu, przez co nie było to potrzebne. W późniejszym czasie współpracował z zespołem jako producent muzyczny, w 2015 podczas koncertów zastępował chorego basistę Chrisa Squire'a. Po jego śmierci powrócił do zespołu na stałe. Po śmierci Johna Wettona w 2017, jest również członkiem zespołu Asia.

## Początki kariery
Pochodził z rodziny o tradycjach muzycznych. Ojciec, Bobby Sherwood był liderem zespołu big-bandowego, matka Phyllis Sherwood wokalistką i perkusistką, zaś brat Michael Sherwood jest wokalistą i klawiszowcem. Jego ojcem chrzestnym był Milton Berle, amerykański aktor komediowy.
Pierwszym zespołem Billy’ego Sherwooda, do którego dołączył w roku 1981, mając 16 lat, był założony przez Michaela Sherwooda Lodgic. Billy grał tam na gitarze basowej i śpiewał, Michael grał na instrumentach klawiszowych i śpiewał. Ponadto członkami Lodgic byli Guy Allisson (klawisze), Jimmy Haun (gitara; później grał na płycie Union Yes) oraz Gary Starns (perkusja). Zespół wydał tylko jedną płytę Nomadic Sands (1985)
Po rozpadzie Lodgic Billy Sherwood oraz Guy Allison utworzyli nowy zespół, World Trade, którego skład uzupełnili Bruce Gowdy (gitara) i Mark T. WIlliams (perkusja). Zespół zadebiutował z płytą World Trade w 1989, a Sherwood pozostając wokalistą i basistą zajął się też produkcją oraz remiksami.

## Współpraca z Yes
W 1989 Sherwood i Gowdy zostali zaproszeni przez członków Yes (Chris Squire, Alan White i Tony Kaye), którzy pozostali po odejściu z zespołu Jona Andersona i Trevora Rabina. Po pewnym czasie Rabin powrócił i Yes dokonał sesji nagraniowej w składzie: Squire, White, Kaye, Rabin i Sherwood. Pod naciskami wytwórni płytowej Yes połączył się z Anderson Bruford Wakeman Howe, a Sherwood został relegowany do roli muzyka sesyjnego. Był współkompozytorem jednego utworu z płyty Union (The More We Live – Let Go). Współpraca Sherwooda z Yes trwała podczas trasy koncertowej promującej płytę Talk (1994), gdzie grał na koncertach jako drugi gitarzysta.
Przy okazji gry z Yes Sherwood podjął współpracę z Chrisem Squire i wspólnie zainicjowali zespół Chris Squire Experiment. Wspólnie komponowali piosenki, które ukazały się najpierw na płycie Yes Open Your Eyes (album) (1997), a potem na dwóch płytach sygnowanych jako Conspiracy.
W międzyczasie Sherwood współpracował jako producent z Motörhead, Dangerous Toys, and Paulem Rodgersem, gościł także na płycie zespołu Toto Kingdom of Desire. W 1995 ukazał się drugi album World Trade zatytułowany Euphoria, przy czym na perskusji grał Jay Schellen.
Sherwood czy to samodzielnie czy z grupą World Trade produkował i grał na wielu płytach „tribute”, z utworami innych artystów. Wśród tych płyt były Tales from Yesterday (piosenki Yes), Supper’s Ready (utwory Genesis, The Moon Revisited (nowe wersje utworów z Dark Side of the Moon Pink Floyd), Jeffology (hołd dla Jeffa Becka), Crossfire (Stevie Ray Vaughan), Dragon Attack (piosenki Queen) i inne.
W 1995 Yes reaktywował się w oryginalnym składzie z lat 70. – Jon Anderson, Chris Squire, Alan White, Steve Howe, Rick Wakeman). Sherwood był producentem nowych utworów studyjnych, które ukazały się na płytach Keys to Ascension i Keys to Ascension 2; ten drugi album został nagrany w studiu będącym własnością Sherwooda. W 1997 Rick Wakeman po raz kolejny opuścił Yes, dlatego Squire poprosił Sherwooda o dołączenie do Yes na stałe. Na płycie Open Your Eyes (album) z 1997 Sherwood grał na gitarze i klawiszach. Przy okazji trasy koncertowej Open Your Eyes do Yes dołączył także klawiszowiec Igor Khoroshev, dlatego Sherwood pozostał tylko gitarzystą.
Jako kompozytor utworów Yes Sherwood poszedł drogą Trevora Rabina, łącząc melodyjny rock środka (AOR) z elementami rocka progresywnego. W jednym z wywiadów określił komercyjną płytę Yes Big Generator z 1987 jednym z ulubionych albumów wszech czasów.
W tym czasie Sherwood rozpoczął prace nad trzecim albumem World Trade, ale zespół się rozpadł. Przygotowany materiał Sherwood wykorzystał na swoim pierwszym solowym albumie The Big Peace (1999). Również w 1999 ukazał się kolejny album Yes z udziałem Sherwooda, The Ladder, a rok później wspólna płyta Squire’a i Sherwooda, Conspiracy.
Na trasie koncertowej The Ladder Yes nagrał w Las Vegas (rodzinnym mieście Sherwooda) płytę koncertową i DVD House of Yes. Po trasie zespół ogłosił, że Sherwood nie jest już członkiem Yes.

## Po odejściu z Yes
Po roku 2000 Sherwood pracował nad kolejnymi albumami tribute, w szczególności skupiając się na twórczości Pink Floyd. Kolejno ukazały się: Back Against the Wall i Return to the Dark Side of the Moon.
W 2007 powstał kolejny zespół Sherwooda: CIRCA:, w którym grali członkowie Yes: Alan White, Tony Kaye, zaś skład uzupełniał Jimmy Haun. Grupa opublikowała płytę CIRCA: oraz DVD. W 2008 ukazała się trzecia płyta solowa Sherwooda, At the Speed of Life.

## Dyskografia
Z grupą Lodgic:
- Nomadic Sands (1985)

Z grupą World Trade:
- World Trade (1989)
- Euphoria (1995)
- Udział w kompilacjach: Tales from Yesterday, Supper’s Ready, The Moon Revisited (1995)

Płyty solowe:
- The Big Peace (1999)
- No Comment (2003)
- At the Speed of Life (2008)

Jako Conspiracy:
- Chris Squire & Billy Sherwood: Conspiracy (2000)
- The Unknown (2003)

Z grupą CIRCA:
- CIRCA: (2007)